# Triwo
Triwo (Eigenschreibweise TRIWO) ist ein deutscher Konzern in der Form einer nicht-börsennotierten Aktiengesellschaft mit Sitz in Trier. Das Unternehmen ist in der Immobilienwirtschaft tätig, insbesondere in der Vermietung von Bestandsobjekten, der Projektentwicklung von Gewerbeimmobilien und im Betrieb von Gewerbeparks, aber auch im Betrieb von Flugplätzen und von Autoteststrecken.

## Geschichte
Das Unternehmen wurde 1972 in Trier gegründet.
2003 stieg Triwo in Dienstleistungen für den Testbetrieb der Automobilindustrie, insbesondere den Betrieb von Teststrecken, sowie in den Betrieb von Flugplätzen ein.

## Geschäftsfelder
Triwo ist hauptsächlich als Immobilienunternehmen aktiv. Dabei spielen Vermietung und Betrieb des Immobilienbestands die zentrale Rolle. Im Geschäftsjahr 2021 rührten gut 61 % des Konzernumsatzes aus dem Vermietungsgeschäft her. Auch die Entwicklung und Errichtung von Gewerbeimmobilien, zum Teil auch für externe Auftraggeber, sind bedeutende Geschäftsfelder. Für die eigenen Immobilien und nachgeordnet auch für externe Kunden werden zudem Leistungen des Facility Managements erbracht.
Bundesweit bearbeitet Triwo mehr als 25 Standorte, mehrheitlich Gewerbeparks für Forschung, Entwicklung, Produktion und Logistik, aber auch Büroimmobilien. Insbesondere am Heimatstandort Trier gehören auch kleinere Wohn- und Einzelhandelsobjekte zum Unternehmensbestand. Der Großteil der Immobilien im Unternehmensportfolio befindet sich in Rheinland-Pfalz. Im Ankauf ist Triwo an Liegenschaften ab einer Grundstücksgröße von rund 5 ha interessiert.
Weitere Geschäftsfelder sind der Betrieb von Teststrecken für die Automobilindustrie und von Flugplätzen im Geschäftsflugverkehr, in der Regel ebenfalls auf Immobilien im eigenen Bestand. Dies umfasst auch zugehörige Dienstleistungen, insbesondere im Mineralölhandel, aber auch die Kurzzeitvermietung von Werkstätten, Konferenz- und Veranstaltungsräumen und Gastronomie an den Teststrecken.
2021 stieg Triwo darüber hinaus durch den Erwerb zweier Gesellschaften des Unternehmens Köhl Maschinenbau in den Spezialmaschinenbau ein. Mit gut 150 Mitarbeitern bildet Köhl den personalstärksten Teil des Konzerns.

## Konzernstruktur
Der Konzern gliedert sich in 41 konsolidierte Gesellschaften (Stand: Jahresabschluss 2021). Dabei handelt es sich mehrheitlich um Objektgesellschaften der Immobilien im Unternehmensbestand. In der Regel ist Triwo zu 100 % oder zu mehr als 90 % Gesellschafterin. Fünf weitere Gesellschaften sind durch Ergebnisabführungsverträge eingebunden.
Im Gegensatz zu den Objektgesellschaften sind insbesondere folgende Gesellschaften operativ tätig:
Die Triwo AG fungiert als Muttergesellschaft, führt die Geschäfte der Tochtergesellschaften, verwaltet eigenen Grundbesitz und ist unmittelbar in der Projektentwicklung und in der Bausteuerung tätig.
Die Triwo Facility Management GmbH führt ebenfalls Baudienstleistunge und Projektentwicklungen aus und erbringt zudem Leistungen in Hausverwaltung und mit Hausmeisterdiensten.
Die Triwo FM Gebäudetechnik GmbH erbringt Hausverwaltungs- und Hausmeisterdienstleistungen.
Die Triwo Airport Services betreibt den Flugplatz Zweibrücken sowie die Autoteststrecke auf dem Flugplatzgelände.
Die EDMO-Flugbetrieb GmbH und die Triwo Egelsbach Airfield GmbH betreiben jeweils den Flugplatz Oberpfaffenhofen und den Flugplatz Frankfurt-Egelsbach. An der EDMO-Flugbetrieb GmbH ist die Triwo AG zu 50 % beteiligt.
Die Triwo Automotive Testing GmbH betreibt im Gewerbepark Pferdsfeld im Hunsrück ein Autotestgelände. Die Triwo AG ist an dieser Gesellschaft mit 70 % beteiligt.
Die Köhl Maschinenbau AG, Luxemburg, und die Köhl Maschinenbau GmbH, Trier, produzieren Maschinen und Anlagen für verschiedene industrielle Anwendungen, mit besonderem Schwerpunkt auf Maschinen zur Tabakverarbeitung.
Vorsitzender des Konzernaufsichtsrats ist Nick Reh.

## Bedeutende Bestandsimmobilien

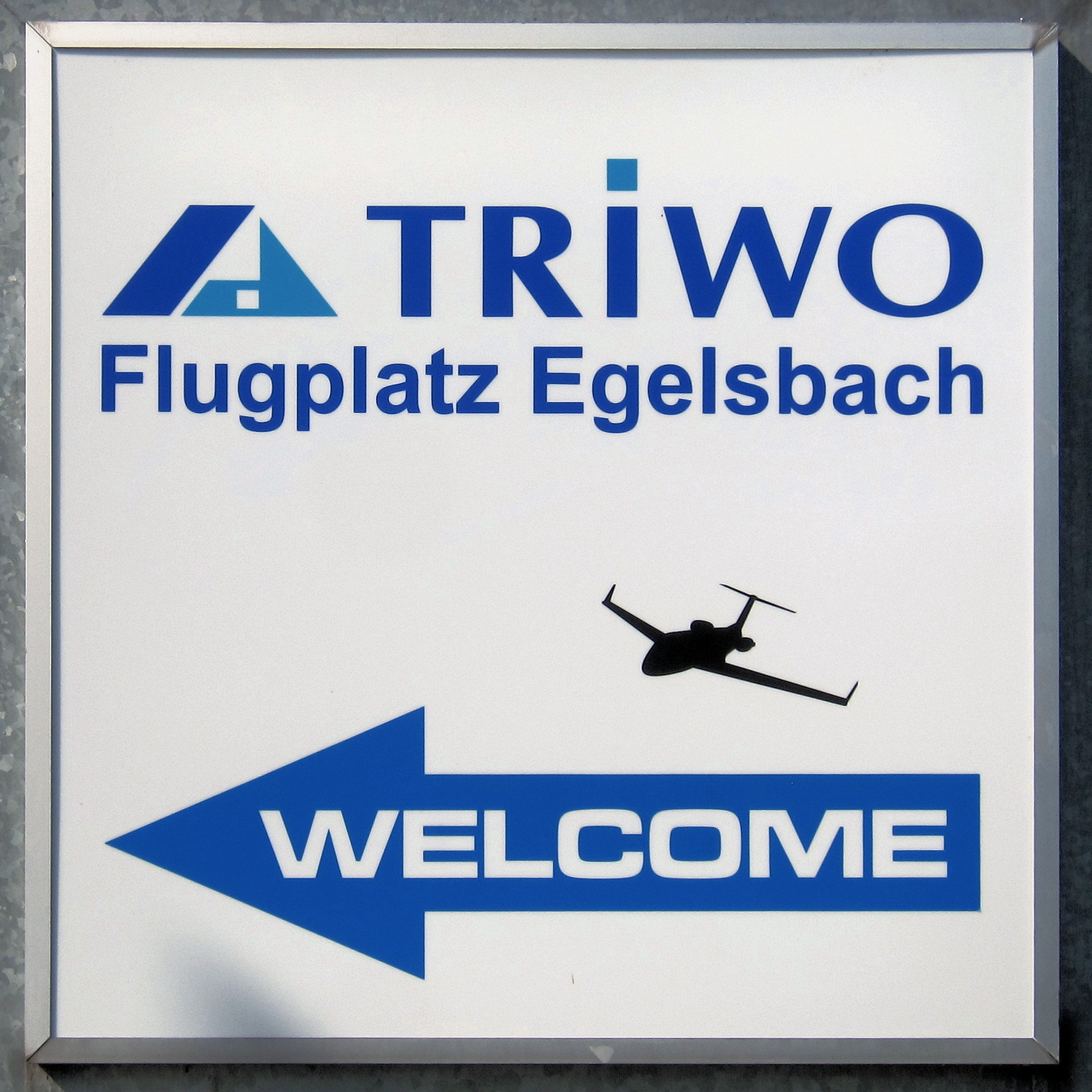
Wegweiser an der Zufahrt zum Flugplatz Egelsbach

- Flugplatz Frankfurt-Egelsbach, seit 2019
- Flugplatz Mendig, seit 2008
- Flugplatz Oberpfaffenhofen, seit 2017 in einem Joint Venture mit Beos
- Gewerbepark Pferdsfeld, ehemaliger Fliegerhorst Pferdsfeld, seit 2003
- Gewerbepark Westerburg, ehemalige Wäller-Kaserne, seit 2011
- Flugplatz Zweibrücken, seit 2014
- Flughafen Frankfurt-Hahn, Erwerb im April 2023 mit den Gläubigern im Rahmen eines Insolvenzverfahrens vereinbart

## Eigentümerstruktur
Wie bei nicht-börsengehandelten deutschen Aktiengesellschaften üblich, sind die Anteilseigner von Triwo nicht öffentlich bekannt. Das Unternehmen bezeichnet sich in seiner Kommunikation als „inhabergeführt“.
In der Mitteilung zu einer Kapitalerhöhung aus dem Jahr 2013 sind 21 natürliche Personen und eine Gesellschaft mit beschränkter Haftung als Aktionäre aufgeführt. Aus der Höhe der zu diesem Anlass geforderten Sacheinlagen geht hervor, dass damals der 2016 verstorbene Weinhändler und Immobilienunternehmer Herbert Reh den größten Anteil neu ausgegebener Aktien erwarb. Als nächstgrößerer Erwerber folgte die TBV 1864 GmbH (Trierer Bürgerverein 1864), ein mit der Stiftung der Unternehmerfamilie Reh verbundenes Unternehmen, als drittgrößter Erwerber der Triwo-Vorstandsvorsitzende Peter Adrian.